# Kaisinger Tal
Das Kaisinger Tal ist ein Seitental bei Greding im mittelfränkischen Landkreis Roth in Bayern.
Das Tal liegt in den Gemarkungen Kaising und Greding. Es gehört zum Naturraum Westliche Sulzplatte. Durch das Tal führt auch ein Rundwanderweg. Die Felshänge im oberen Teil des Tales sind als Geotop ausgewiesen. Das Geotop hat die Nummer 576A004. Das gesamte Tal steht unter Schutz als Bestandteil des Landschaftsschutzgebietes Schutzzone im Naturpark Altmühltal und des FFH-Gebietes Trauf der südlichen Frankenalb.
Im Tal haben sich im Verlauf des Kaisinger Brunnenbaches Sinterterrassen ausgebildet. Durch das Fließen durch das verkarstete Juragestein nimmt das Wasser des Kaisinger Brunnenbaches Kalk auf und am Bachlauf bildet sich an Sinterterrassen.
Die Sinterterrassen sind sehr empfindlich und Opfer mutwilliger Zerstörung geworden.
Im Tal liegt auch das ehemalige Wasserwerk der Kaisinger Gruppe.